# Rudolf Uher
Rudolf Uher (19. července 1913 Lubina – 27. srpna 1987 Bratislava) byl slovenský sochař.

## Život
Rudolf Uher studoval na Obchodní akademii v Trenčíně, na Učitelském ústavu v Prešově a později v letech 1941–1944 studoval na Oddělení kreslení a malby Slovenské vysoké školy technické pod vedením profesora Jozefa Kostky. V roce 1946 studijně pobýval v Paříži, stal se členem Skupiny 29. augusta (Alojz Klimo, Vincent Hložník, Ladislav Guderna, Peter Matejka, Ján Želibský a další). V roce 1964 se seznámil a celoživotně sblížil se známým rakouským sochařem Karlem Prantlem. V témže roce založil spolu s Miloslavem Chlupáčem a Andrejem Rudavským Sochařské sympozium v Ružbachách. V letech 1967 (Expo Montréal) a 1970 (Expo Osaka) instaloval svoje sochy před československými pavilóny na světových výstavách, v roce 1971 proběhla instalace jedné z jeho minimalistických plastik (Socha pre betón) ve Vermontu v USA.
V roce 1972 mu bylo pozastaveno členství v ZSVU a omezena výstavní činnost – některá jeho exteriérová díla byla úředně zničena. V roce 1973 ochrnul na pravou ruku. Od roku 1975 začal tvořit sochy z pálené a glazované hlíny a levou rukou psal poznámky k vlastní tvorbě a svoje vzpomínky. Uhrovo vyřazení z veřejného života trvalo až do roku 1983, kdy byla povolena výstava k jeho sedmdesátinám.
Rudolf Uher zemřel 27. srpna 1987 v Bratislavě.

## Dílo
Rudolf Uher je vnímán jako výjimečný a osobitý sochař, který dvakrát – ve čtyřicátých a šedesátých letech 20. století – novým způsobem formuloval principiální vývoj slovenského moderního sochařství. Posunul slovenské chápání sochařského tvaru od klasické moderny k neomoderně. Ve 40. letech R. Uher rozvinul sochařský program archetypu, pratvaru a univerzální interpretace. Ve své sochařské tvorbě zjednodušoval a zevšeobecňoval tvarový typ, který vyjadřoval např. ve formě anonymních hlav, lyrických torz (Torzo, 1943) a figur v pohybu. V této době vznikl cyklus sádrových plastik s tématem Zem, dřevěné reliéfy (Plodná zem, 1946) a studie hlav v kameni a hlíně.
V 50. letech dočasně podlehl společenské objednávce a vytvořil sochu Partyzána v duchu socialistického realismu, ale už koncem 50. let se vrátil k původním východiskům své tvorby (More I–III, 1958).
Od začátku 60. let, v období svého tvořivého vzepětí, rozvíjel vlastní výklad minimalismu, ve kterém spojil základní geometrický modul a náznakovost geometrického tvaru s rukopisnou expresivností – jednou ve formě agresívního gesta, jindy s poetikou. Při tvorbě svých soch razantně odstraňoval hranice mezi figurativním a nefigurativním přístupem k sochařskému tvaru. V 60. letech nově definoval nefigurativní sochu a vytvořil velký abstraktní tvar Kameň a oheň (1969) pro Expo v Ósace. Nefigurativní archetypy povýšil na všelidské, nadčasové znaky a symboly. Uher ztvárňoval svět i přírodu vcelku, synteticky a intuitivně. Vytvořil syntézu geometrického tvarosloví spojeného s monumentálním vyjádřením.
V počátcích své tvorby Uher pracoval zejména se sádrou, kamenem a dřevem, některé sádrové plastiky byly s časovým posunem odlévány do bronzu. V 60. letech rozvíjel svůj program novátorským využitím svařovaného železa. Jeho oblíbeným materiálem bylo dřevo. Po onemocnění v 70. a 80. letech využíval ve své tvorbě pálenou a glazovanou hlínu. Některá takto zpracovaná díla byla následně odlita do bronzu.

### Motto R. Uhera
Socha sa začína tam, kde začína zem. A dosahuje tam, kam dosiahol človek.

### Zastoupení ve sbírkách (výběr)
- Slovenská národní galerie
- Národní galerie v Praze
- Galéria mesta Bratislavy
- Galéria M. A. Bazovského v Trenčíně
- Liptovska Galéria P. M. Bohúňa v Liptovském Mikuláši
- Slovenské národné múzeum, zámek Bojnice
- Muzeum umění Olomouc
- Galerie Klatovy – Klenová
- National Museum, New Foundland, Kanada
- Ohbayjashi – Gumi, Osaka, Japonsko
- Galéria Jána Koniarka, Trnava
- Považská galéria umenia v Žiline
- Stredoslovenská galéria, Banská Bystrica

### Výstavy

#### Autorské
- 1964 Plastiky a kresby, Bratislava, Bratislavský umelecký kabinet (SK)
- 1957 Plastiky, Bratislava, Výstavná sieň ZSVU (SK)
- 1960 Plastiky a kresby, Brno, Dům pánů z Kunštátu (CZ)
- 1961 Plastiky a obrazy, Berlín, Československé kulturní středisko (DE)
- 1966 Plastiky a kresby, Praha, Nová síň (CZ)
- 1966 Plastiky a kresby, Káhira, Československé kulturní středisko (EGY)
- 1967 Plastiky, Bratislava, Dom umenia (SK)
- 1969 Obrazy a sochy, Praha, Nová síň (CZ)
- 1970 Plastiky, Brno, Galerie Jaroslava Krále (CZ)
- 1982 Sochár a jeho kresba I., Bratsilava, Slovenská národní galerie
- 1983 Výber z tvorby 1943 – 1983, Bratislava, Výstavná sieň ZSVU (SK)
- 1985 Sochy a kresby, Žilina, Považská galéria (SK)
- 1986 8 sculpturen, Viedeň, Kunsathandeln Cajetan Grill (A)
- 1987 Sochy a kresby, Senica, Záhorská galéria (SK)
- 1995 Sochy, Klenová, Galerie Klatovy (CZ)
- 1998 Hommage à Rudolf Uher, Bratislava, CC Centrum (SK)
- 2009 Bratislava, Danubiana (SK)

#### Kolektivní (výběr)
- 2000 Common Denominator, Galéria mesta Bratislavy (SK)
- 2000 Slovak visual art in 20th century, Slovenská národní galerie, Bratislava (SK)
- 2000 Axis mundi, Slovenská národní galerie, Bratislava (SK)
- 2001 Súčasné slovenské umenie, Kunstverein Passau (DE)
- 2001 Z kolekcie prvej slovenskej investičnej skupiny, Danubiana, Bratislava (SK)
- 2002 Nové slovenské umenie, WUK - Kunsthalle Exnergasse, Vídeň
- 2003 Slovenské súčasné umenie, Gallery art factory, Praha (CZ)

### Publikace
- Rudolf Uher, Sochy, ed. Šetlík J, Uher M, 1998, 239 s., Slovart, Bratislava, ISBN 80-7145-325-0
- Rudolf Uher: Výber z tvorby 1943 - 1983, 1983, Bachratý B, kat. 84 s., ZSVU, Bratislava
- Rudolf Uher, 1969, Kára L, Pallas, Bratislava